# Slaget vid Kunaxa
Slaget vid Kunaxa, som är en ort i det forna Babylonien norr om Babylon vid floden Eufrat, utkämpades 401 f.Kr. i vilket den persiske kungen Artaxerxes II besegrade sin yngre bror Kyros som stupade i striden. Kyros grekiska legohär anträdde efter slaget det bekanta återtåget som skildras i Xenofons verk Anabasis.